# Сухумский морской порт
Сухумский морской торговый порт — морской порт, основным направлением работы которого являются морские перевозки.
Республиканская государственная компания «Абхазское морское пароходство»
Штаб-квартира — в города Сухум, Абхазия.

## История
В 1846 году Сухум получил статус торгового порта, а в 1848 году — портового города. В 1861 году на Сухумском мысу был сооружен Сухумский маяк. Начались преобразования портового хозяйства, пароходными обществами, правительством строились металлические пристани.
К 1914 году в Сухуме действовали три агентства — «РОПиТ», располагавшееся в здании, в котором сейчас находится Абхазское морское пароходство, «РОСТРАНС», «Северное транспортное общество».

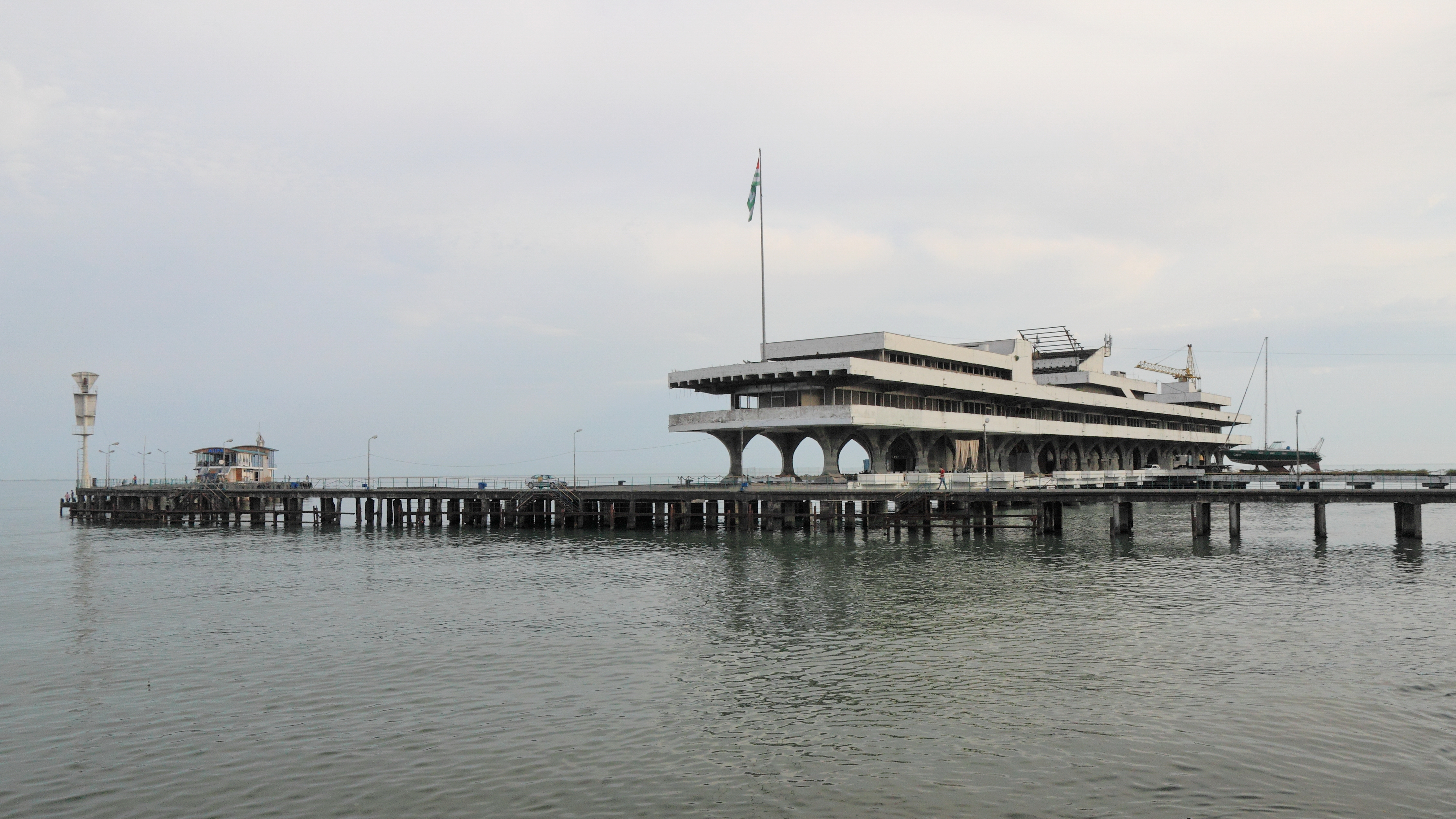
Здание морского порта, 2014

В 1925 году в Гагре, Гудауте, в Очамчыре были сооружены пристани.
В 1927 году началось строительство бетонного пирса в Сухуме.
В 1930 году создаются судоремонтные мастерские.

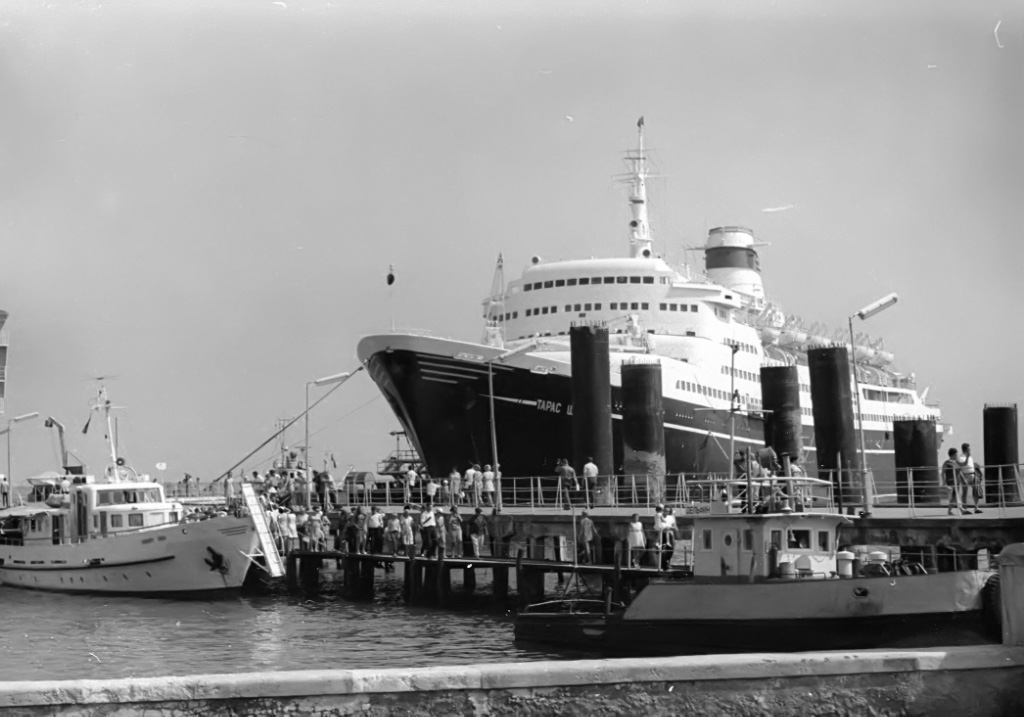
1970

В 1964 году создан грузовой район с двумя портальными кранами грузоподъемностью 5 тонн, тем самым был решен вопрос в обеспечении города инертными материалами.
В 1978 году началось строительство нового морского вокзала — первого в стране морского вокзала в 50 метрах от берега, на железобетонной платформе, опирающейся на сваи. Проект морвокзала в форме корабля был разработан в Ленинградском институте архитектуры и искусства по инициативе А. Косыгина.
До Отечественной войны народа Абхазии 1992—1993 годов порт столицы Абхазии принимал десятки кораблей и круизных лайнеров в год.
Сухумский морской порт принимал большие круизные суда, прибывавшие из разных стран черноморского региона, а ежегодный грузооборот достигал нескольких сотен тысяч тонн.
После завершения грузино-абхазского конфликта, 15 ноября 1993 г. постановлением Президиума Верховного Совета Республики Абхазия было образовано ГК «Абхазское морское пароходство».
В 2019 году сухумский морской порт принял российский круизный лайнер «Князь Владимир». Это был тестовый приход, который ожидался давно. Причал тщательно готовился к данному мероприятию, несколько месяцев велись дноуглубительные работы. Тестовый проход сухумской акватории прошел успешно, отрабатывались и пограничные процедуры.

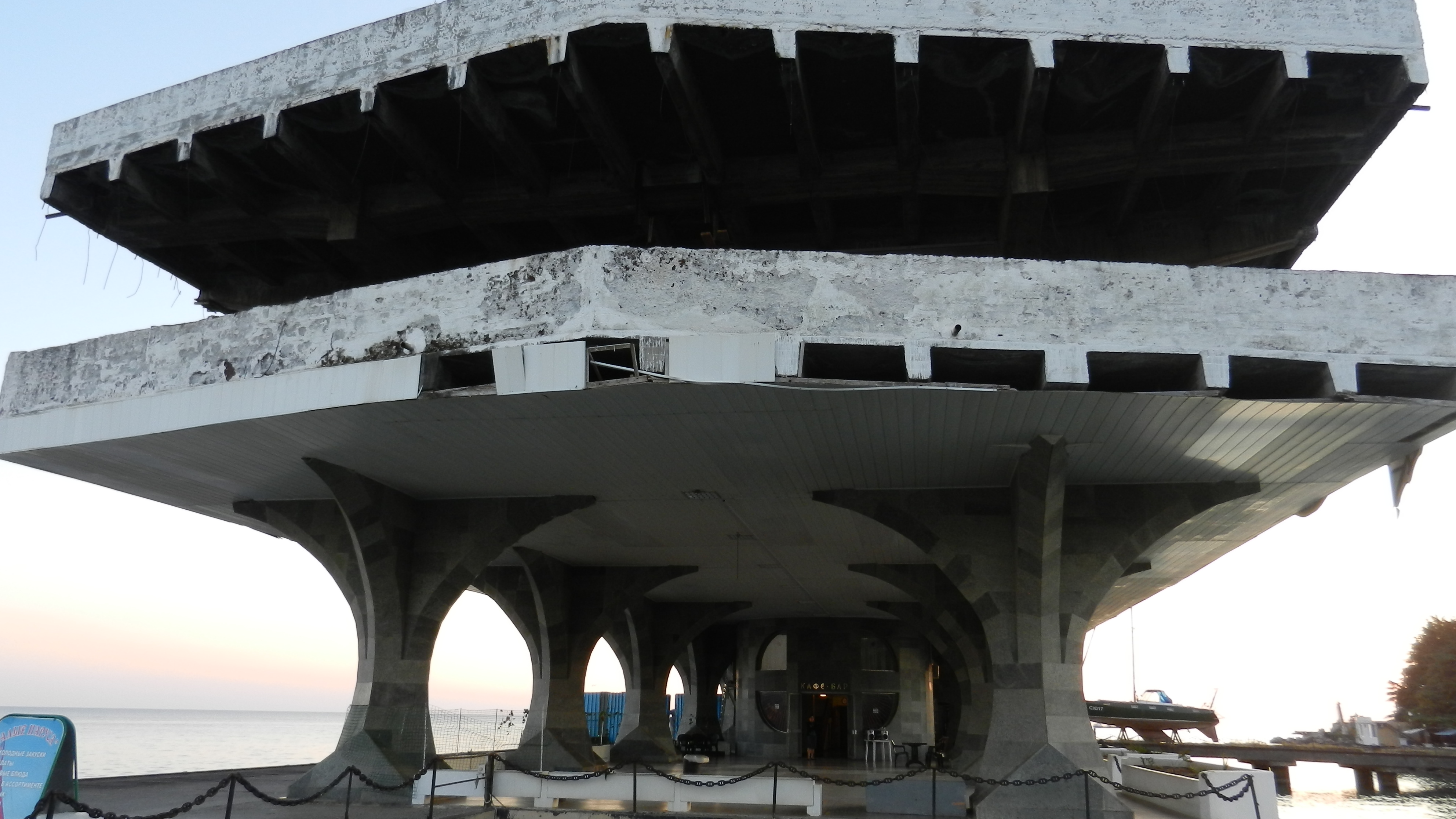

На 9-м причале, где ему предстояло пришвартоваться, собрались люди, чтобы наблюдать зрелище, от которого отвыкли за 26 послевоенных лет.
Пришвартовался «Князь Владимир» в 9.40, и зрители на берегу приветствовали его команду аплодисментами.
Круизный лайнер «Князь Владимир» должен был войти в сухумский порт сегодня в 7.00 утра. На 9-м причале, где ему предстояло пришвартоваться, собрались люди, чтобы наблюдать зрелище, от которого отвыкли за 26 послевоенных лет. В 19:30 лайнер ушел из Сухумского порта.

## Деятельность
ГК «Абхазское морское пароходство» в 2019 году подписало соглашение о возобновлении круизного сообщения между курортными городами РФ и РА. В декабре 2019 года состоялся первый тестовый рейс.

## Адрес
- Республика Абхазия, г. Сухум, Набережная Махаджиров, 66